# Norte-Paso de Calais
Norte-Paso de Calais[cita requerida] (en francés: Nord-Pas-de-Calais; en picardo: Nord-Pas-Calés) fue una de las regiones de Francia. Comprendía los departamentos de Norte (Nord) y Paso de Calais (Pas-de-Calais). Hasta fines del siglo XX, Nord designaba tanto a la región como al departamento. Con la reforma territorial de 2014 desapareció como tal, fusionándose con Picardía como la región de Alta Francia (en francés Hauts-de-France), reforma que entró en vigor el 1 de enero de 2016.

## Historia
Hasta el siglo XVII, la historia del Nord-Pas-de-Calais era en gran parte común con la historia de Bélgica (los belgas durante la Antigüedad eran una multitud de pueblos celtas del norte de la Galia), la de una tierra que “durante casi mil años sirvió de campo de batalla para toda Europa”.                                        
El territorio de Nord-Pas-de-Calais ha sido disputado desde la Guerra de las Galias; en la época de las invasiones bárbaras, los francos salios se establecieron allí, y fue la cuna de la dinastía merovingia.
El territorio que comprende los actuales distritos de Lille, Douai y Dunkerque se fue incorporando progresivamente al Reino de Francia bajo el reinado de Luis XIV.      
La región no pasó a ser definitivamente francesa hasta 1713, con el Tratado de Paz de Utrecht. El departamento del Norte formaba anteriormente parte de los Países Bajos del Sur (o, en latín, Bélgica Regia) y los Países Bajos españoles, (y solo pasó a manos francesas en 1713).             
Norte-Paso de Calais fue uno de los 83 departamentos originales creados durante la Revolución francesa, el 4 de marzo de 1790 (en aplicación de la ley del 22 de diciembre de 1789). Fue creado a partir de la antigua provincia de Flandes.        
La región moderna se formó a partir de las antiguas provincias de Artois, Henao francés (la otra parte de Henao está en Bélgica) y el Flandes francés (la otra parte de Flandes está en Bélgica).

## Geografía
La región Norte-Paso de Calais es la más septentrional de la Francia metropolitana. Limita al norte con el mar del Norte, al noreste con Bélgica, al sur con la región francesa de Picardía y al oeste con el canal de la Mancha.
Solo dos departamentos forman la región: Norte y Pas-de-Calais. Incluye también una pequeña zona originariamente de habla neerlandesa (Westhoek), en los alrededores de Dunkerque.

## Demografía
La región Norte-Paso de Calais es la cuarta más poblada de Francia, con unos 4 millones de habitantes (1999), que representan el 7 % de la población total de Francia. Durante mucho tiempo ha sido, económica y demográficamente, una de las más dinámicas de Francia.
Es una región muy urbanizada: el 83 % de su población vive en comunidades urbanas. Su centro administrativo es la ciudad de Lille. Otras ciudades importantes son Valenciennes, Lens, Liévin, Douai, Béthune, Dunkerque, Maubeuge, Calais, Boulogne-sur-Mer y Arras.

## Economía
A pesar de ser una región muy industrializada, la agricultura todavía guarda una relativa importancia, con cultivos de trigo, plantas forrajeras, remolacha azucarera y patata. En los pequeños valles del interior predomina la ganadería.
En la costa, destaca el sector pesquero, bastante presente en puertos como el de Boulogne-sur-Mer, el primer puerto pesquero de Francia.
Asimismo, la región destaca por ser una de las principales cuencas mineras productoras de carbón de toda Francia.
Con respecto a la industria, la más antigua es la industria textil. En Lille se produce el 90% del lino francés; y en Tourcoing y Roubaix (departamento de Norte) el 80% de la lana. Otras industrias destacables son la siderurgia, la metalurgia, la industria mecánica, la química y la alimenticia.

## Política
El presidente de la región es el socialista Daniel Percheron, que había sido elegido por primera vez en 2001 y desde entonces ha ido revalidando su mayoría en el Consejo Regional de Norte-Paso de Calais en las elecciones hasta 2010, en esta ocasión para un mandato que terminará en 2014.
La izquierda, que ya controlaba el gobierno de esta región gracias a la mayoría relativa conseguida en 1998, ganó las elecciones regionales de 2004 con una amplia mayoría absoluta. La lista que encabezaba Daniel Percheron se benefició de la fusión con el Partido Comunista Francés y Los Verdes en la segunda vuelta de las elecciones. Así, la coalición progresista consiguió el 51,84% de los votos emitidos en la segunda vuelta y 73 de los 113 escaños del Consejo Regional de Norte-Pas de Calais.
La derecha, que se presentó dividida en la primera vuelta de las elecciones, presentó una candidatura unitaria en la segunda. La lista de la UMP y la Unión por la Democracia Francesa fue la segunda lista más votada, con el 28,43% de los votos y 24 consejeros regionales.
El Frente Nacional, que fue la segunda fuerza más votada en la primera vuelta de las elecciones, no pudo conservar esta posición en la segunda. Aun así, el Frente Nacional experimentó un considerable crecimiento respecto de las elecciones de 1998, con un 19,73% de los votos emitidos en la segunda vuelta y 16 escaños.

## Cultura
La región cuenta con equipos profesionales de fútbol (Lille, Valenciennes y Lens), baloncesto (Gravelines, ESSM Le Portel y Boulonnais) y balonmano (Dunkerque).
La región de Norte-Pas de Calais es, junto con Canarias, el único lugar de Europa donde se celebran peleas de gallos y son legales.